# Pomeni imen asteroidov: 64001–65000
Pregled pomenov imen asteroidov (malih planetov) od številke 64001 do 65000, ki jim je Središče za male planete dodelilo številko in so pozneje dobili tudi uradno ime  v skladu z dogovorjenim načinom imenovanja. Pregled je preverjen z Schmadelovim “Slovarjem imen malih planetov” (“Dictionary of Minor Planet Names”). 
Pregled pojasnjuje izvor oziroma pomen imen asteroidov, ki ga je priznala Mednarodna astronomska zveza (IAU). Nekateri asteroidi imajo imajo dodatno pojasnilo o izvoru imena, ki pa vedno ni popolnoma zanesljivo (oznaka “†” ali “‡“). 
| Ime                 | Začasna oznaka | Izvor imena |
| 64001–64100         | 64001–64100    | 64001–64100 |
| ------------------- | -------------- | --- |
| 64070 NEAT          | 2001 SS272     | NEAT, program zasledovanja blizuzemeljskih asteroidov † |
| 64101–64200         |                | |
| 64201–64300         |                | |
| 64288 Lamchiuying   | 2001 UL10      | Lam Čiu-jing, kitajski vodja Observatorija Hong Kong, nekdanji predsednik Družbe za opazovanje ptic v Hong Kongu (Hong Kong Bird Watch Society) in splošni vzgojitelj o svetovnem segravanju † |
| 64289 Shihwingching | 2001 UA11      | Shih Wing-ching, kitajski kolumnist in aktivni filantrop † |
| 64301–64400         |                | |
| 64401–64500         |                | |
| 64501–64600         |                | |
| 64553 Segorbe       | 2001 WR15      | občina Segorbe v provinci Castellon, Španija, od koder so asteroid odkrili † Arhivirano 2007-03-10 na Wayback Machine.                                                                         |
| 64601–64700         |                | |
| 64701–64800         |                | |
| 64801–64900         |                | |
| 64901–65000         |                | |
| 64975 Gianrix       | 2002 AG12      | Gianrico "Gianrix" Filacchione, italijanski astronom † |

| Predhodnik: 63001–64000 | Pomeni imen asteroidov Seznam asteroidov (64001-64250) Seznam asteroidov (64251-64500) Seznam asteroidov (64501-64750) Seznam asteroidov (64751-65000) | Naslednik: 65001–66000 |